# Командний чемпіонат Європи із шахів 1957
1-й командний чемпіонат Європи з шахів
Фінал першого командного чемпіонату Європи з шахів проходив у Бадені та Відні від 22 до 28 серпня 1957 року.
У турнірі брали участь 11 команд, в складі кожної з яких по 12 гравців — 10 основних і 2 запасних. Порядок проведення: 4 півфінали, переможці яких вийшли до фіналу; півфінальні змагання проходили у два кола.
- Головний суддя: Гаррі Голомбек
- Контроль часу: 2 години 30 хвилин на перші 40 ходів, потім одна година на кожні наступні 16 ходів.

У фіналі впевнено перемогла радянська команда (41 очко), випередивши команду Югославії на 7 очок; 3-є місце посіла команда ЧРСР — 24½ очка.

## Півфінали

### 1-а група
- Польща — СРСР, Лодзь, 23 — 25 червня 1955 року

| № | Команда   | 1                                               | 1                                               | 2                                               | 2                                               |                                                 | +                                               | −                                               | =                                               | Очки                                            |
| - | --------- | ----------------------------------------------- | ----------------------------------------------- | ----------------------------------------------- | ----------------------------------------------- | ----------------------------------------------- | ----------------------------------------------- | ----------------------------------------------- | ----------------------------------------------- | ----------------------------------------------- |
| 1 | СРСР      |                                                 |                                                 | 9                                               | 8                                               |                                                 | 1                                               | 0                                               | 0                                               | 17                                              |
| 2 | Польща    | 1                                               | 2                                               |                                                 |                                                 |                                                 | 0                                               | 1                                               | 0                                               | 3                                               |
|   | Фінляндія | Відмовилась від участі.                         | Відмовилась від участі.                         | Відмовилась від участі.                         | Відмовилась від участі.                         | Відмовилась від участі.                         | Відмовилась від участі.                         | Відмовилась від участі.                         | Відмовилась від участі.                         | Відмовилась від участі.                         |
|   | НДР       | Відмовилась від участі. Її замінили Фінляндією. | Відмовилась від участі. Її замінили Фінляндією. | Відмовилась від участі. Її замінили Фінляндією. | Відмовилась від участі. Її замінили Фінляндією. | Відмовилась від участі. Її замінили Фінляндією. | Відмовилась від участі. Її замінили Фінляндією. | Відмовилась від участі. Її замінили Фінляндією. | Відмовилась від участі. Її замінили Фінляндією. | Відмовилась від участі. Її замінили Фінляндією. |

### 2-а група
Люксембург, жовтень 1955 року
| № | Команда    | 1  | 1  | 2  | 2  | 3  | 3  |  | + | − | = | Очки |
| - | ---------- | -- | -- | -- | -- | -- | -- |  | - | - | - | ---- |
| 1 | ФРН        |    |    | 5½ | 7½ | 8½ | 8½ |  | 2 | 0 | 0 | 30   |
| 2 | Іспанія    | 4½ | 2½ |    |    | 10 | 7½ |  | 1 | 1 | 0 | 24½  |
| 3 | Люксембург | 1½ | 1½ | 0  | 2½ |    |    |  | 0 | 2 | 0 | 5½   |

### 3-я група
- Австрія — Нідерланди, Відень, 30 — 31 жовтня 1955 року
- Нідерланди — Чехословаччина, Роттердам
- Чехословаччина — Австрія, Прага, 1955

| № | Команда        | 1  | 1  | 2  | 2  | 3  | 3  |  | + | − | = | Очки |
| - | -------------- | -- | -- | -- | -- | -- | -- |  | - | - | - | ---- |
| 1 | Чехословаччина |    |    | 6  | 5½ | 5½ | 5½ |  | 2 | 0 | 0 | 22½  |
| 2 | Австрія        | 4  | 4½ |    |    | 5½ | 6  |  | 1 | 1 | 0 | 20   |
| 3 | Нідерланди     | 4½ | 4½ | 4½ | 4  |    |    |  | 0 | 2 | 0 | 17½  |

### 4-а група
- Румунія — Франція, Бухарест
- Югославія — Румунія, Белград, 28 — 30 січня 1956 року
- Франція — Югославія, Віши, 1 — 3 червня 1956 року

| № | Команда   | 1  | 1 | 2  | 2  | 3  | 3  |  | + | − | = | Очки |
| - | --------- | -- | - | -- | -- | -- | -- |  | - | - | - | ---- |
| 1 | Югославія |    |   | 6½ | 7  | 7½ | 6  |  | 2 | 0 | 0 | 27   |
| 2 | Румунія   | 3½ | 3 |    |    | 7  | 6½ |  | 1 | 1 | 0 | 20   |
| 3 | Франція   | 2½ | 4 | 3  | 3½ |    |    |  | 0 | 2 | 0 | 13   |

## Фінал
| №  | Команда        | 1  | 1  | 2  | 2  | 3  | 3  | 4  | 4  |  | + | − | = | Очки |
| -- | -------------- | -- | -- | -- | -- | -- | -- | -- | -- |  | - | - | - | ---- |
| 1. | СРСР           |    |    | 6  | 4  | 8½ | 6½ | 7½ | 8½ |  | 5 | 1 | 0 | 41   |
| 2. | Югославія      | 4  | 6  |    |    | 4½ | 6½ | 6  | 7  |  | 4 | 2 | 0 | 34   |
| 3. | Чехословаччина | 1½ | 3½ | 5½ | 3½ |    |    | 5  | 5½ |  | 2 | 3 | 1 | 24½  |
| 4. | ФРН            | 2½ | 1½ | 4  | 3  | 5  | 4½ |    |    |  | 0 | 5 | 1 | 20½  |

## Склади команд-призерів
| СРСР - Василь Смислов 3½ з 6 (+2 −1 =3) - Пауль Керес 3 з 5 (+1 −0 =4) - Давид Бронштейн 4½ з 6 (+3 −0 =3) - Михайло Таль 3 з 5 (+2 −1 =2) - Борис Спаський 3½ з 5 (+2 −0 =3) - Тигран Петросян 4 з 5 (+3 −0 =2) - Марк Тайманов 3½ з 5 (+2 −0 =3) - Віктор Корчний 5½ з 6 (+5 −0 =1) - Олександр Толуш 4 з 5 (+3 −0 =2) - Ісаак Болеславський 3 з 5 (+1 −0 =4) - Юрій Авербах 2 з 4 (+1 −1 =2) - Лев Аронін 1½ з 3 (+1 −1 =1) | Югославія - Светозар Глігорич 3 з 6 (+0 −0 =6) - Александр Матанович 2½ з 6 (+0 −1 =5) - Борислав Івков 3½ з 6 (+2 −1 =3) - Петар Трифунович 3 з 5 (+1 −0 =4) - Андрія Фудерер 3½ з 6 (+2 −1 =3) - Нікола Караклаїч 2½ з 5 (+1 −1 =3) - Сречко Неделькович 4 з 6 (+3 −1 =2) - Борислав Міліч 2 з 4 (+0 −0 =4) - Маріо Берток 2½ з 5 (+1 −1 =3) - Браслав Рабар 3½ з 5 (+2 −0 =3) - Божидар Джурашевич 2 з 3 (+1 −0 =2) - Томіслав Ракіч 2 з 3 (+1 −0 =2) | ЧРСР - Мирослав Філіп 3 з 6 (+1 −1 =4) - Людек Пахман 3½ з 6 (+2 −1 =3) - Л. Алстер 1 із 5 (+0 −3 =2) - Франтішек Зіта 1½ з 5 (+0 −2 =3) - Юліус Козма 4 з 6 (+3 −1 =2) - Я. Шефц 1 із 5 (+0 −3 =2) - Іржи Фіхтл 3 з 6 (+1 −1 =4) - Ф. Пітхарт 1 з 4 (+0 −2 =2) - Йозеф Рейфірж 2 з 6 (+0 −2 =4) - Я. Ежек 2½ з 5 (+1 −1 =3) - Ф. Блатний 1 із 3 (+0 −1 =2) - Максиміліан Уйтелкі 1 із 3 (+0 −1 =2) |

## Найкращі особисті результати по шахівницях і серед запасних учасників
- 1-а шахівниця — Василь Смислов — 3½ очка з 6;
- 2-а — Пауль Керес — 3 з 5;
- 3-а — Давид Бронштейн — 4½ з 6;
- 4-а — Михайло Таль — 3½ з 6;
- 5-а — Юліус Козма — 4 з 6;
- 6-а — Тигран Петросян — 4 з 5;
- 7-а — Сречко Неделькович — 4 з 6;
- 8-а — Віктор Корчний — 5½ з 6;
- 9-а — Олександр Толуш — 4 з 5;
- 10-а — Браслав Рабар — 3½ з 5;
- запасні — Божидар Джурашевич — 2 з 3 і Томіслав Ракіч — 2 з 3.